# Èvres
Èvres là một xã thuộc tỉnh Meuse trong vùng Lorraine đông nam nước Pháp. Xã này nằm ở khu vực có độ cao trung bình 250 mét trên mực nước biển.